# Radim (Jičíni járás)
Radim település Csehországban, a Jičíni járásban. Radim Syřenov, Valdice, Soběraz, Úbislavice, Úlibice, Jičín és Dřevěnice településekkel határos. Lakosainak száma 477 fő (2024. január 1.).

## Népesség
A település lakosságának változását az alábbi diagram mutatja:
| Lakosok száma | 1392 | 1225 | 1001 | 579  | 372  | 362  | 426  | 434  | 444  | 477  |
|               | 1869 | 1890 | 1921 | 1950 | 1980 | 2001 | 2017 | 2019 | 2022 | 2024 |